# Getaryggens naturreservat
Getaryggen är ett naturreservat i Skövde kommun i Västergötland.
Getaryggen är en 1 km lång markant ås som ligger väster om Hentorps bebyggelse, vid foten av Billingssluttningen. Det är skyddat sedan 1989 och omfattar 19 hektar. 

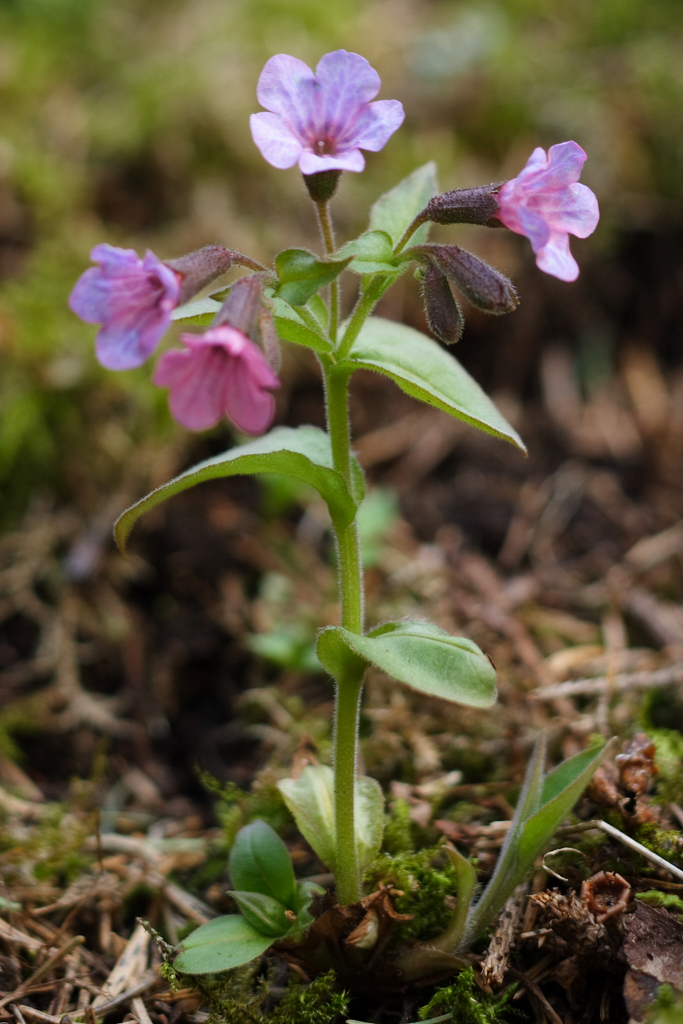
Lungört

Åsen är 10-15 meter hög och är bevuxen med tät ädellövskog där ek och ask dominerar, men alm, fågelbär, lind och lönn finns också. Under säsongen blommar blåsippa, lungört, vårärt och gullviva. Där växer även tandrot, trolldruva och vätteros.
Längs hela åskrönet löper en promenadstig.